# 上海軌道交通1号線
上海軌道交通1号線（シャンハイきどうこうつう1ごうせん、中文表記: 上海轨道交通1号线、英文表記: Shanghai Metro Line 1）は、中華人民共和国上海市閔行区の莘荘駅と宝山区の富錦路駅を結ぶ上海軌道交通の路線。別称は南北線（なんぼくせん、ナンベイせん、南北线）。

## 概要
1993年5月28日に徐家匯駅 - 錦江楽園駅間で試運行を実施し、1995年7月1日に上海火車站駅 - 錦江楽園駅間が正式に開通した、上海最初の地下鉄である。中国大陸では北京地下鉄、天津地下鉄に続き第3番目の地下鉄となる。
開業当初より、CR滬昆線のターミナル駅である上海南駅や、上海最大の繁華街、南京路の最寄り駅である人民広場駅、そして滬寧都市間鉄道やCR京滬線と接続する、上海最大のターミナル駅である上海駅（地下鉄：上海駅駅）を直結している。この区間は終日激しく混雑し、上海軌道交通でも屈指のドル箱路線である。
南側延伸区間については1996年12月28日に莘荘駅まで延ばされ、郊外路線の形相も見せるようになる。この延伸により、閔行区では初の地下鉄路線となった。延伸当初は莘荘駅を発着する列車はすべて錦江楽園駅で折り返していたが、1997年7月1日から通し運転を開始した。莘荘駅には2003年11月25日から5号線が接続している。
北側延伸区間については2004年12月28日に上海駅駅から共富新村駅まで延ばされ、特に上海市でも交通の便が非常に悪かった宝山区では初の鉄道路線となった。共富新村駅までの延伸当初は、上海駅駅 - 共富新村駅間の列車本数が12分間隔であり、上海駅駅折り返しの区間電車よりも激しい混雑に見舞われたが、その後2007年12月29日に富錦路駅まで延伸された際に6分間隔となり、利便性が向上している。

### 路線データ
- 路線距離：38.18 km
- 軌間：1,435 mm
- 駅数：28駅（起終点駅含む）
- 複線区間：全線
- 電化区間：全線（直流 1,500 V）
- 最高速度：80 km/h
- 全線所要時間：64分

## 沿革
- 1990年1月19日：中華人民共和国国務院の許可を得て正式に工事開始。
- 1993年1月10日：徐家匯駅 - 錦江楽園駅間の建設が完了 (路線を建設、後に付帯設備を建設する。以下同じ)。
- 1993年5月28日：徐家匯駅 - 錦江楽園駅間で観光試運行開始。
- 1994年12月12日：上海火車駅 - 錦江楽園駅間で路線建設。
- 1995年4月10日：上海火車駅 - 錦江楽園駅間で試験営業を開始。
- 1995年7月1日：上海火車駅 - 錦江楽園駅間が正式に開通。
- 1997年7月1日：南側延伸区間 錦江楽園駅 - 莘荘駅間が開通。
- 2004年12月28日：北側延伸区間（第一期） 上海火車駅 - 共富新村駅間が開通。
- 2007年12月29日：北側延伸区間（第二期） 共富新村駅 - 富錦路駅間が開通。ダイヤ改正を実施。
- 2014年3月28日：ダイヤ改正を実施。土休日の日中時間帯は全列車が莘荘 - 富錦路間の直通列車に改められる。
- 2017年4月28日：ダイヤ改正により、金曜日と土曜日の終電を約80分繰り下げる。
- 2018年4月28日：ダイヤ改正を実施。平日のラッシュ時は全列車が莘荘 - 富錦路間の直通列車に改められる。

将来、南は金山区、北は崇明島までの延伸が計画されている。

## 運行形態
- 莘荘 - 富錦路間の直通列車と莘荘 - 上海駅間の区間列車の2つの運転系統がある。

| 月曜日 - 木曜日 | 月曜日 - 木曜日          | 月曜日 - 木曜日 | 月曜日 - 木曜日 |
| 時間帯          | 時刻                     | 莘荘 - 上海駅   | 上海駅 - 富錦路 |
| --------------- | ------------------------ | --------------- | --------------- |
| 朝ラッシュ時    | 7:00 - 9:30              | 2分44秒         | 2分44秒         |
| 日中            | 9:30 - 16:30             | 4分1秒          | 4分1秒 - 6分2秒 |
| 夕ラッシュ時    | 16:30 - 19:30            | 3分             | 3分             |
| その他の時間帯  | 初電 - 7:00 19:30 - 終電 | 4分 - 9分       | 4分 - 9分       |
| 金曜日          |                          |                 |                 |
| 時間帯          | 時刻                     | 莘荘 - 上海駅   | 上海駅 - 富錦路 |
| 朝ラッシュ時    | 7:00 - 9:30              | 2分44秒         | 2分44秒         |
| 日中            | 9:30 - 16:30             | 4分1秒          | 4分1秒 - 6分2秒 |
| 夕ラッシュ時    | 16:30 - 19:30            | 3分             | 3分             |
| その他の時間帯  | 初電 - 7:00 19:30 - 終電 | 4分 - 9分       | 4分 - 9分       |
| 土休日          |                          |                 |                 |
| 時間帯          | 時刻                     | 莘荘 - 上海駅   | 上海駅 - 富錦路 |
| 日中            | 9:00 - 20:00             | 4分5秒          | 4分5秒          |
| その他の時間帯  | 初電 - 9:00 20:00 - 終電 | 6分 - 12分      | 6分 - 12分      |

## 車両
01A06型・01A07型
- 製造会社：中国中車株洲電力機車
- 設計最高速度：80 km/h
- 車両編成：8両編成（制御車＋6×中間電動車＋制御車(（Tc+Mp+M+Mp+M+M+Mp+Tc) ）
- 車両：長さ23.54 m、幅3 m
- 定員：310人

01A05型（旧AC06型）
- 製造会社：アルストム、南京浦鎮車輛廠
- 設計最高速度：80 km/h
- 車両編成：8両編成（制御車＋6×中間電動車＋制御車（Tc＋Mp＋M＋Mp＋M＋M＋Mp＋Tc））

01A04型（旧AC01B型）
- 製造会社：シーメンス、ボンバルディア、株洲電力機車
- 設計最高速度：80 km/h
- 車両編成：8両編成（制御車＋6×中間電動車＋制御車（Tc＋Mp＋M＋Mp＋M＋Mp＋M＋Tc））

01A03型（旧AC01A型・AC01C型）
- 製造会社：シーメンス、ボンバルディア、アドトランツ
- 設計最高速度：80 km/h
- 車両編成：6両編成（制御車＋4×中間電動車＋制御車（Tc＋Mp＋M＋Mp＋M＋Tc））
- 車両：長さ23.54 m、幅3 m
- 定員：310人

01A01型・01A02型（旧DC01型）
- 製造会社：シーメンス、ボンバルディア、アドトランツ
- 設計最高速度：80 km/h
- 車両編成：6両編成（制御車＋4×中間電動車＋制御車（Tc＋Mp＋M＋Mp＋M＋Tc））
- 車両：長さ23.54 m、幅3 m
- 定員：310人

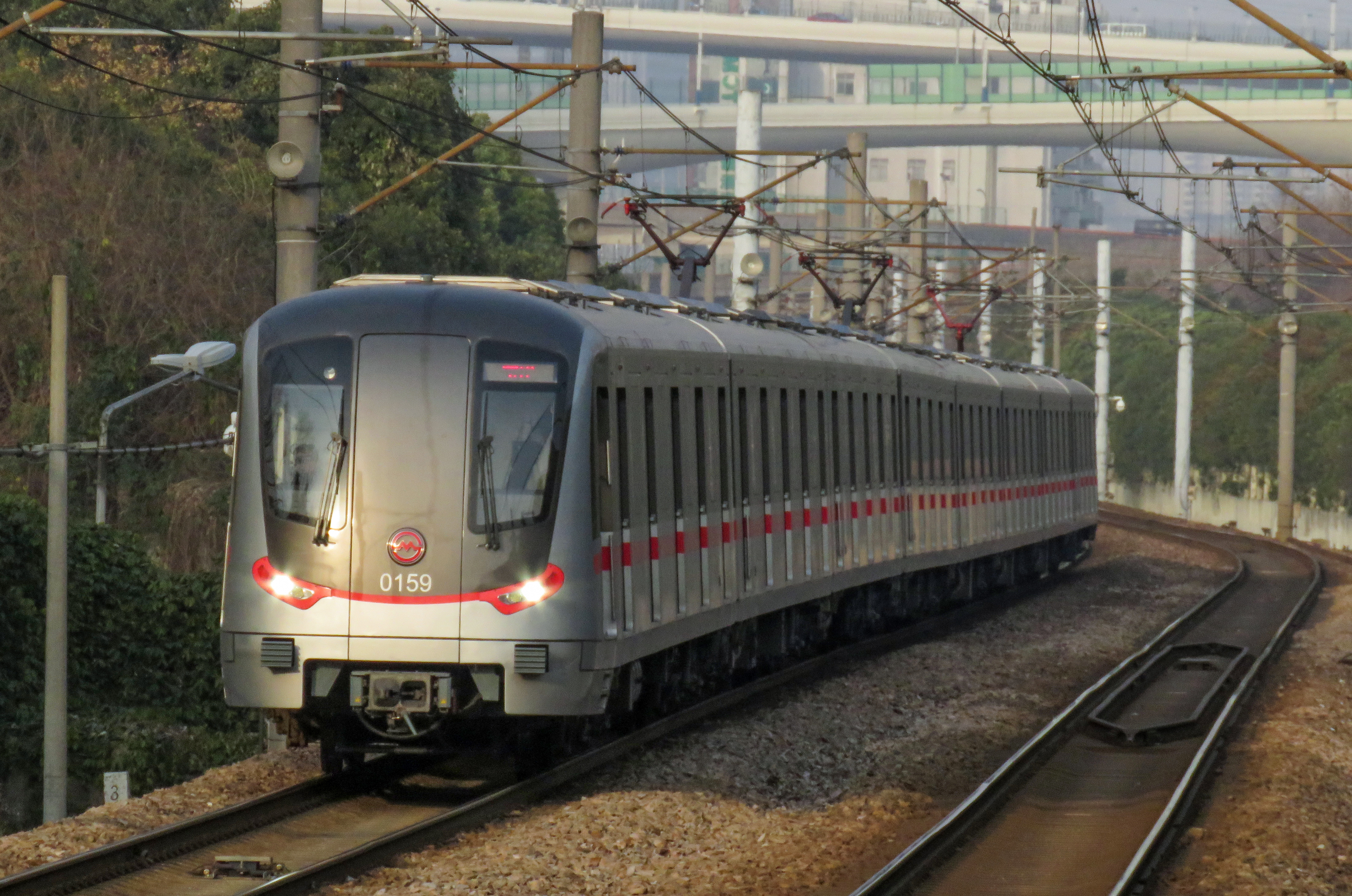
01A06型・01A07型
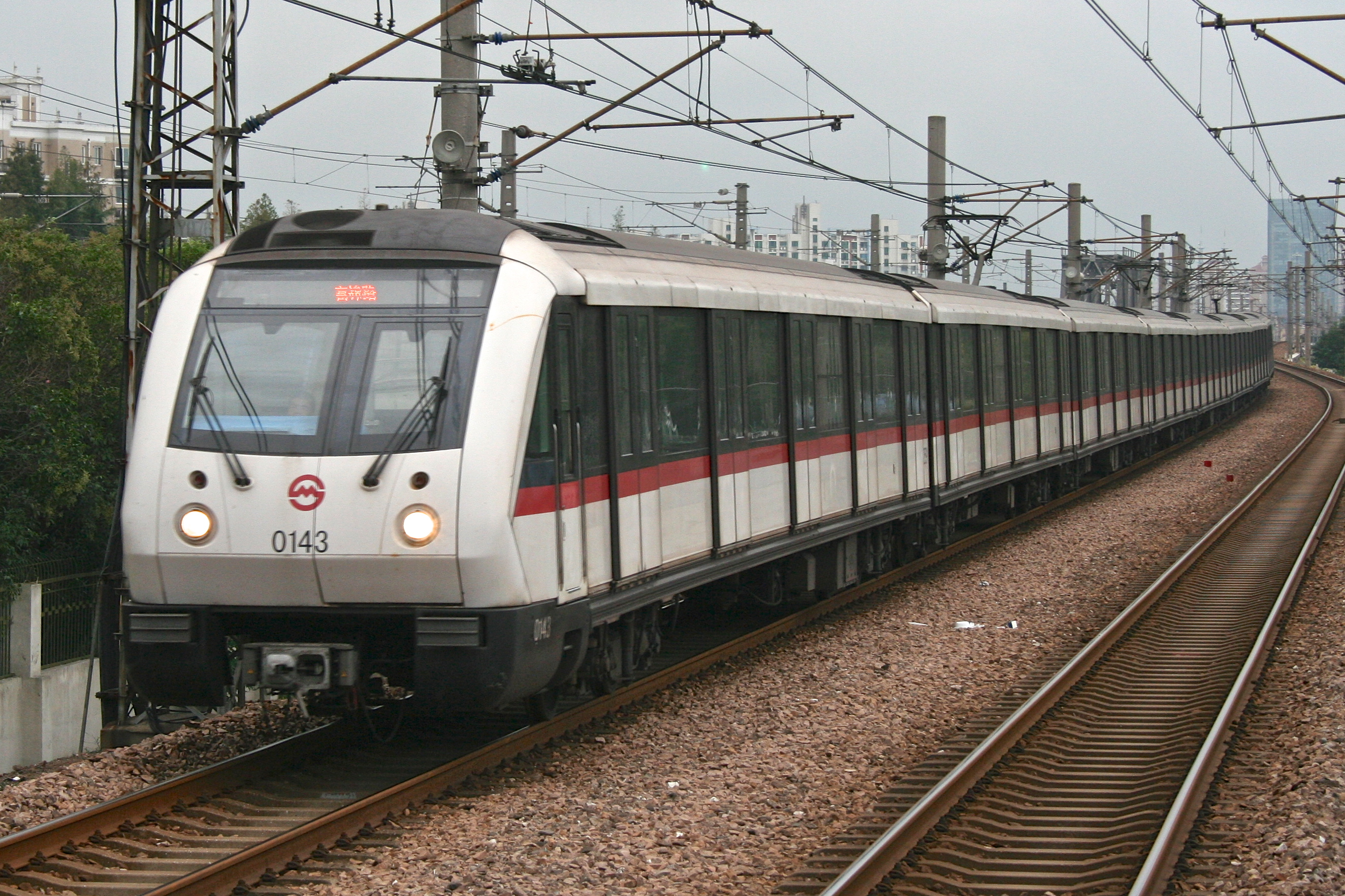
01A05型（旧AC06型）
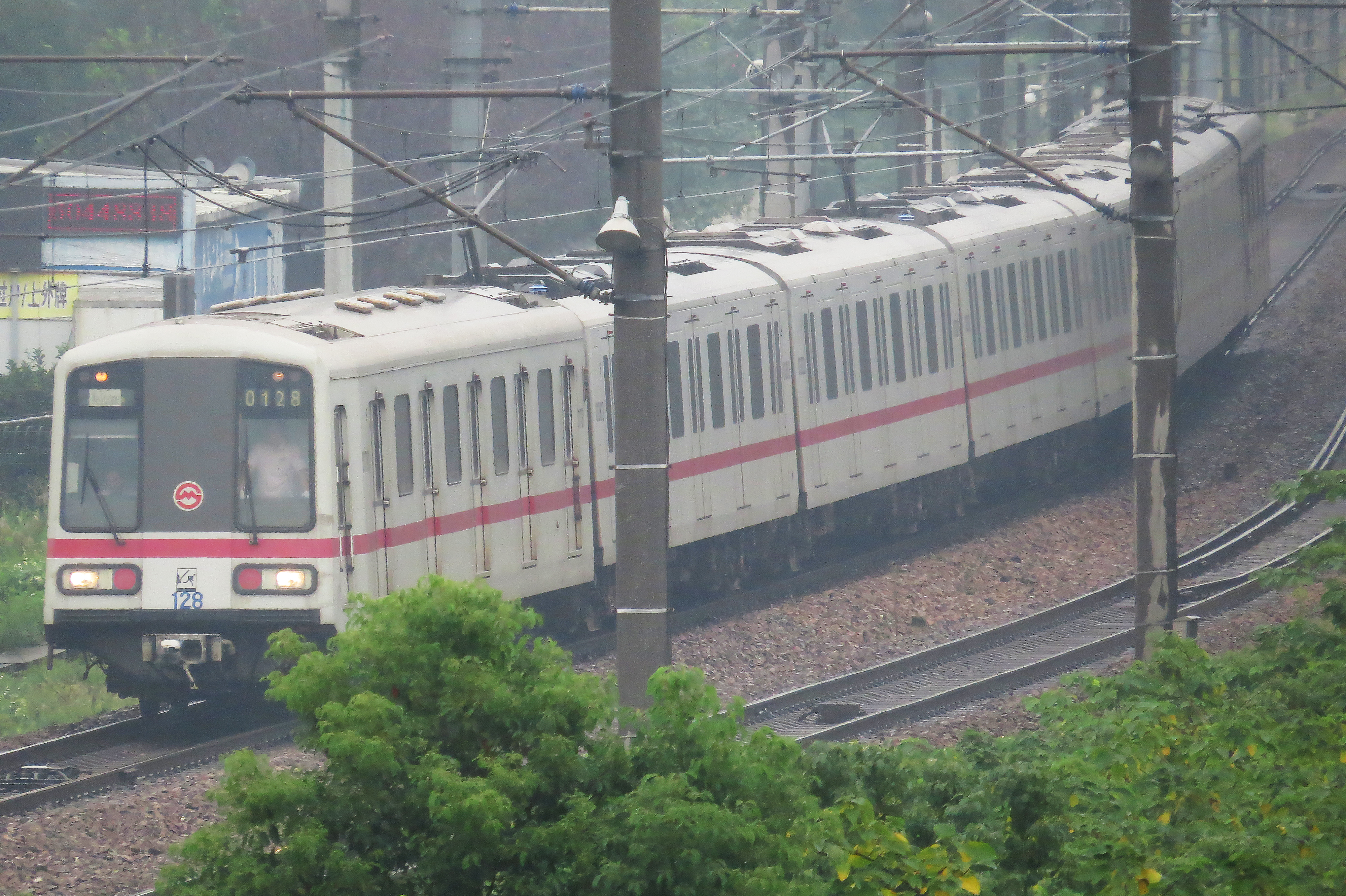
01A03型・01A04型（旧AC01型）
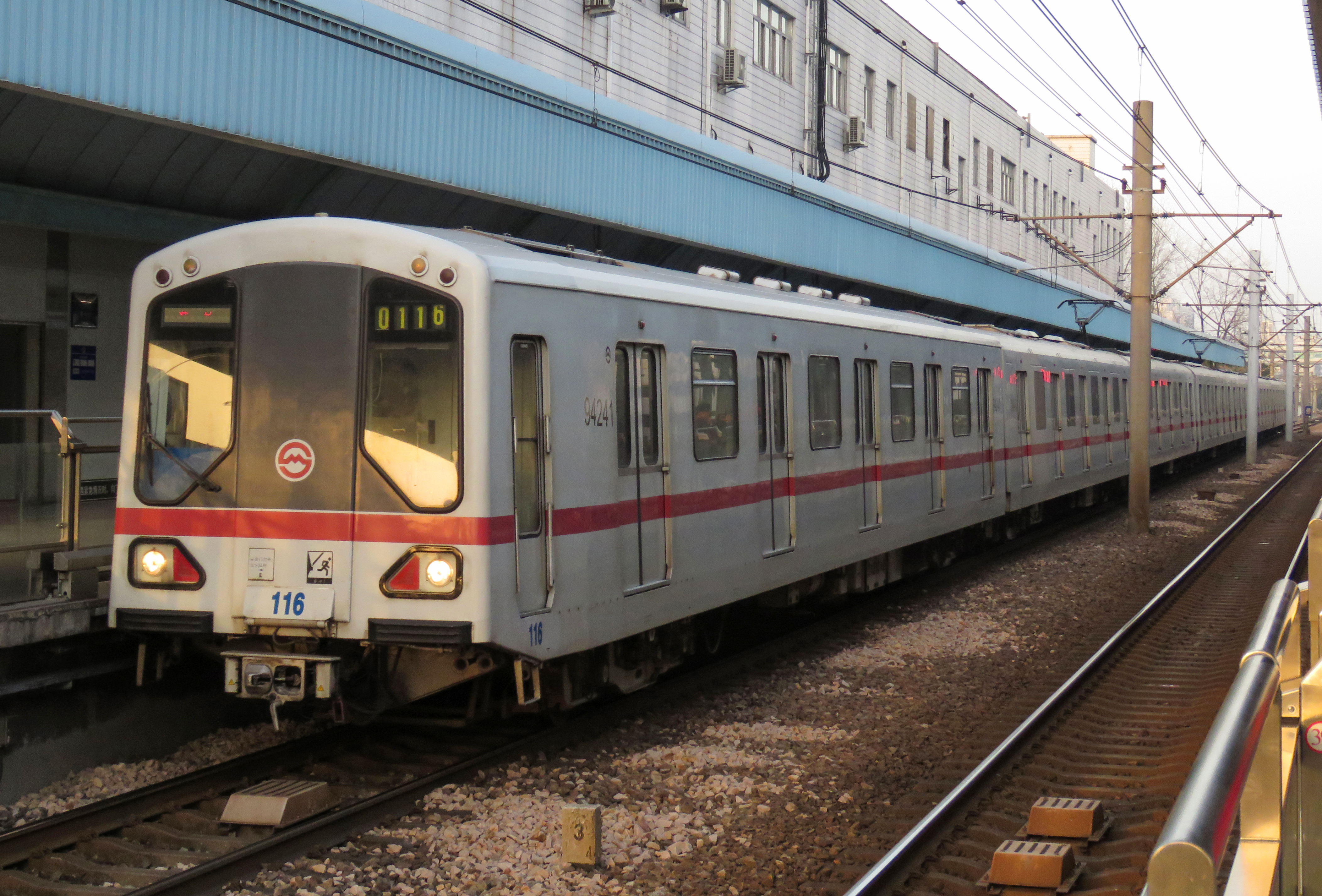
01A01型・01A02型（DC01型）

## 駅一覧
| 駅名                 | 駅名                | 駅名                                                       | 駅間 キロ | 営業 キロ | 接続路線・備考                                                            | 所在地 | 所在地 |
| 日本語               | 簡体字中国語        | 英語                                                       | 駅間 キロ | 営業 キロ | 接続路線・備考                                                            | 所在地 | 所在地 |
| -------------------- | ------------------- | ---------------------------------------------------------- | --------- | --------- | ------------------------------------------------------------------------- | ------ | ------ |
| 莘荘駅               | 莘庄站              | Xinzhuang                                                  | 0.000     | 0.000     | 5号線                                                                     | 上海市 | 閔行区 |
| 外環路駅             | 外环路站            | Waihuan Lu                                                 | 1.303     | 1.303     |                                                                           | 上海市 | 閔行区 |
| 蓮花路駅             | 莲花路站            | Lianhua Road                                               | 1.459     | 2.762     |                                                                           | 上海市 | 閔行区 |
| 錦江楽園駅           | 锦江乐园站          | Jinjiang Park                                              | 1.633     | 4.395     |                                                                           | 上海市 | 徐匯区 |
| 上海南站駅           | 上海南站            | Shanghai South Railway Station                             | 2.089     | 6.484     | 3号線 · 15号線 · 中国鉄路総公司 · 滬昆線 · ■金山線(上海南駅)              | 上海市 | 徐匯区 |
| 漕宝路駅             | 漕宝路站            | Caobao Road                                                | 1.661     | 8.145     | 12号線                                                                    | 上海市 | 徐匯区 |
| 上海体育館駅         | 上海体育馆站        | Shanghai Indoor Stadium                                    | 1.534     | 9.679     | 4号線                                                                     | 上海市 | 徐匯区 |
| 徐家匯駅             | 徐家汇站            | Xujiahui                                                   | 1.278     | 10.957    | 9号線 · 11号線                                                            | 上海市 | 徐匯区 |
| 衡山路駅             | 衡山路站            | Hengshan Road                                              | 1.473     | 12.430    |                                                                           | 上海市 | 徐匯区 |
| 常熟路駅             | 常熟路站            | Changshu Road                                              | 1.156     | 13.586    | 7号線                                                                     | 上海市 | 徐匯区 |
| 陝西南路駅           | 陕西南路站          | South Shaanxi Road                                         | 0.939     | 14.525    | 10号線 · 12号線                                                           | 上海市 | 黄浦区 |
| 一大会址・黄陂南路駅 | 一大会址·黄陂南路站 | Site of the First CPC National Congress·South Huangpi Road | 1.407     | 15.932    | 14号線                                                                    | 上海市 | 黄浦区 |
| 人民広場駅           | 人民广场站          | People's Square                                            | 1.558     | 17.490    | 2号線 · 8号線                                                             | 上海市 | 黄浦区 |
| 新閘路駅             | 新闸路站            | Xinzha Road                                                | 0.920     | 18.410    |                                                                           | 上海市 | 黄浦区 |
| 漢中路駅             | 汉中路站            | Hanzhong Road                                              | 0.975     | 19.385    | 12号線 · 13号線                                                           | 上海市 | 静安区 |
| 上海火車站駅         | 上海火车站          | Shanghai Railway Station                                   | 0.799     | 20.184    | 3号線 · 4号線 · 中国鉄路総公司 · 京滬線 · 滬昆線 · 滬寧都市間鉄道(上海駅) | 上海市 | 静安区 |
| 中山北路駅           | 中山北路站          | North Zhongshan Road                                       | 1.371     | 21.555    |                                                                           | 上海市 | 静安区 |
| 延長路駅             | 延长路站            | Yanchang Road                                              | 1.482     | 23.037    |                                                                           | 上海市 | 静安区 |
| 上海馬戯城駅         | 上海马戏城站        | Shanghai Circus World                                      | 0.996     | 24.033    |                                                                           | 上海市 | 静安区 |
| 汶水路駅             | 汶水路站            | Wenshui Road                                               | 1.433     | 25.466    |                                                                           | 上海市 | 静安区 |
| 彭浦新村駅           | 彭浦新村站          | Pengpu Xincun                                              | 1.563     | 27.029    |                                                                           | 上海市 | 静安区 |
| 共康路駅             | 共康路站            | Gongkang Road                                              | 1.397     | 28.426    |                                                                           | 上海市 | 静安区 |
| 通河新村駅           | 通河新村站          | Tonghe Xincun                                              | 1.425     | 29.851    |                                                                           | 上海市 | 宝山区 |
| 呼蘭路駅             | 呼兰路站            | Hulan Road                                                 | 1.030     | 30.881    |                                                                           | 上海市 | 宝山区 |
| 共富新村駅           | 共富新村站          | Gongfu Xincun                                              | 1.777     | 32.658    |                                                                           | 上海市 | 宝山区 |
| 宝安公路駅           | 宝安公路站          | Baoan Highway                                              | 1.643     | 34.301    |                                                                           | 上海市 | 宝山区 |
| 友誼西路駅           | 友谊西路站          | West Youyi Road                                            | 1.314     | 35.615    |                                                                           | 上海市 | 宝山区 |
| 富錦路駅             | 富锦路站            | Fujin Road                                                 | 1.274     | 36.889    |                                                                           | 上海市 | 宝山区 |